# Zoonami
Zoonami était un studio de développement de jeux vidéo, fondé en 2000 par Martin Hollis, le producteur et directeur de GoldenEye 007 sur Nintendo 64. Il quitte la compagnie Rare peu avant la sortie de Perfect Dark, alors que d'autres membres de l'équipe de développement de GoldenEye 007 créent la compagnie Free Radical Design.
Le studio ferme en 2010.

## Jeux développés
En octobre 2006, Eidos dévoile Zendoku, un jeu de réflexion, dont le gameplay est inspiré du sudoku, développé par Zoonami. Il sort en 2007 en Amérique du Nord et en Europe sur Nintendo DS et sur PlayStation Portable.
Zoonami co-développe avec Cohort Studios le jeu Go! Puzzle. Il s'agit d'une compilation de trois jeux de réflexion. Le titre est disponible en téléchargement sur PlayStation 3 depuis 2007 et sur PlayStation Portable depuis 2008,.
Bonsai Barber est le troisième jeu développé par Zoonami. Le joueur y a pour tâche de modifier la coiffure de divers personnages qui ont l'apparence de légumes et d'arbustes. Le jeu est disponible en téléchargement via WiiWare sur Wii depuis 2009.

### Projet abandonné
Zoonami annonce en 2004 être en train de développer un nouveau jeu nommé Funkydilla, un jeu de rythme musical. Il est cependant annulé faute d'avoir trouvé un éditeur qui est intéressé au concept et qui a la même vision que celui du studio de développement.